# Herbert Stauch
Herbert Stauch (* 3. November 1917 in Remschütz; † 18. Juni 1953 in Magdeburg) war ein deutscher Müllermeister und Unternehmer. Im Zusammenhang mit dem Volksaufstand des 17. Juni wurde er von einem sowjetischen Militärtribunal zum Tode verurteilt und hingerichtet.

## Leben
Herbert Stauch absolvierte nach dem Volksschulbesuch eine Lehre im Müllerhandwerk. 1942 heiratete er im schlesischen Ohlau Else Bittner. Während des Zweiten Weltkriegs diente Stauch als Oberfeldwebel im technischen Dienst der Luftwaffe. Nach Kriegsende floh er vor der drohenden Kriegsgefangenschaft nach Rudolstadt und ließ sich mit seiner Familie im Ort Heilingen nieder. Dort erwarb er eine Getreidemühle, die er aus wirtschaftlichen Gründen 1952 verkaufte. Daraufhin erwarb er eine Teigwarenfabrik in Magdeburg. Die Familie sollte Ende Juni 1953 dorthin umziehen. Stauch war CDU-Mitglied.

## Beteiligung am Volksaufstand 1953 und Hinrichtung
Am 17. Juni 1953 wurde Stauch in Magdeburg Zeuge der Proteste gegen die politischen und wirtschaftlichen Verhältnisse in der DDR. Obwohl er andere Pläne hatte, schloss er sich einer Demonstration an, die vor dem Gebäude der Bezirksbehörde der Volkspolizei die Freilassung politischer Gefangener forderte. Einige der Protestler stürmten das Gebäude. Stauch wurde im Anschluss als einer von vier Delegierten gewählt, um die Forderungen der Demonstranten dem Bezirkschef der Volkspolizei zu überbringen. Die Forderungen umfassten die Freilassung politischer Gefangener, politische und wirtschaftliche Freiheiten sowie die Ablösung der Regierung.
Am Abend des 17. Juni wurde Stauch von der Volkspolizei festgenommen. Am folgenden Tag verurteilte ihn ein sowjetisches Militärtribunal in einem etwa einstündigen nichtöffentlichen Verfahren zum Tode. Stauch wurde als „Rädelsführer“ der Proteste bezeichnet und alle Ausschreitungen des Tages – auch die Tötungen von drei Polizisten – wurden ihm summarisch zur Last gelegt. Stauchs letzte Worte vor den Richtern waren laut Protokoll der Verhandlung: „Ich habe keinen verprügelt, ich habe nichts kaputtgeschlagen. Die Freilassung der Inhaftierten und die Ablösung der DDR-Regierung forderte ich im Auftrage der Rebellen. Ich bitte das Gericht, keine schwere Strafe anzuwenden.“ Das nach Recht der Sowjetunion gesprochene Urteil wurde noch am selben Tag auf dem Gelände der Strafvollzugsanstalt Sudenburg vollstreckt. Er wurde zusammen mit dem ebenfalls an dem Aufstand beteiligten Alfred Dartsch hingerichtet. In der Bekanntmachung durch den sowjetischen Militärkommandanten der Stadt Magdeburg wird mitgeteilt, dass „Dartsch, Alfred und Strauch, Herbert [sic!] wegen der aktiven provokatorischen Handlungen am 17. Juni, die gegen die festgelegte Ordnung gerichtet waren, als auch wegen der Teilnahme an den banditischen Handlungen vom Gericht des Militärtribunals zum Tode durch Erschießen verurteilt worden sind“.

## Nachwirkungen und Rehabilitierung
Nach der Hinrichtung wurde Stauchs Familie Opfer von Sippenhaft: Seinen Söhnen wurde der Zugang zu höherer Schulbildung verwehrt, seine Ehefrau erhielt ein Arbeitsverbot. Erst nach der deutschen Wiedervereinigung konnte seine Witwe die genauen Umstände der Verurteilung klären. 1996 wurde Herbert Stauch durch die russische Militärstaatsanwaltschaft rehabilitiert. Es wurde festgestellt, dass keine Beweise für bewaffneten Widerstand oder andere verbrecherische Handlungen vorlagen und das Urteil aus politischen Motiven ergangen war.
Im Jahr 2003 wurde auf Beschluss des Magdeburger Stadtrates eine Straße in der Nähe des ehemaligen Gebäudes der Bezirksbehörde der Volkspolizei in Herbert-Stauch-Straße umbenannt. In Rudolstadt heißt ein Abschnitt der B 85/B 88 Herbert-Stauch-Straße.